# Баварська державна бібліотека
Баварська державна бібліотека (нім. Bayerische Staatsbibliothek) — центральна бібліотека федеральної землі Баварія, одна з найбільш значущих європейських універсальних бібліотек. Розташована у місті Мюнхен на вулиці Людвигштрассе 16. Баварська державна бібліотека визнана важливою міжнародною науковою бібліотекою світового рівня. У співпраці з Державною бібліотекою в Берліні та Німецькою національною бібліотекою вона складає «Віртуальну національну бібліотеку Німеччини». Баварська державна бібліотека володіє одним з найважливіших у світі зібрань рукописів, найбільшою в Німеччини колекцією інкунабул, а також численними спеціальними колекціями (музичних видань, карт і образотворчих видань, видань з країн Східної Європи, Сходу та Східної Азії).

## Історія
Бібліотека була заснована в 1558 році Віттельсбахським герцогом Альбрехтом V. Основу надвірної бібліотеки склала придбана приватна бібліотека Йоганна Альбрехта Відманнштеттера. У 1571 році фонди бібліотеки було розширено за рахунок придбаної колекції Йоганна Якоба Фуггера, яка включала в себе бібліотеку Гартманна Шеделя.
З 1663 року в Баварії існує закон про обов'язковий примірник, за яким два примірники кожного випущеного в Баварії друкованого видання повинні передаватися Баварської державної бібліотеці. Це правило залишилося незмінним до наших днів.
З 1802 до 1804 року, в ході секуляризації в Баварії і приєднання фондів надвірної бібліотеки Пфальцький курфюрста, Баварська державна бібліотека поповнилася 550 000 томами літератури і 18 600 рукописами.
З 1919 року колишня мюнхенська надвірна бібліотека називається «Баварська державна бібліотека». Під час Другої світової війни Бібліотека втратила близько 500 000 томів, попри евакуацію фондів. Сама будівля була зруйнована на 85%. Тож в 1946 році почалися відновлювальні роботи, які були завершені в 1970 році відкриттям заново відремонтованого південного крила. У 1988 році почала роботу бібліотека-депозитарій у Гархінге.
У 1997 році був заснований «Мюнхенський центр оцифровки документів», а в 2007 році було оголошено про співпрацю бібліотеки з компанією Google з оцифрування 1 000 000 одиниць зберігання, на які не поширюється авторське право.

## Фонди
- бл. 9 530 000 томів;
- бл. 93 000 рукописів, серед яких :
  - «Золотий Кодекс св. Еммерама»,
  - рукопис «Пісні про Нібелунгів» (рукопис А),
  - «Карміна Бурана»,
  - «Фрейзінгські уривки» — один з перших слов'янських пам'яток (і перший пам'ятник словенської мови),
  - «Баварський географ» IX століття, що містить одне з перших згадок про росів та деяких інших племен Східної Європи,
  - перикопи Генріха II,
  - «Вавилонський Талмуд»,
  - хорові книги Орландо ді Лассо,
  - Кодекс 053 (Gregory — Aland);
  - Книга перекоп святої Ерентруди;
  - Книга знань про всі королівства
- Більше 55 000 друкованих та електронних журналів (найбільша збірка в Німеччині);
- бл. 19 900 примірників 9660 інкунабул (це становить близько 1/3 від 28 000 збережених у світі інкунабул, можливо, найбільша збірка у світі), наприклад:
  - Біблія Гутенберга,
  - «Турецький календар»;
- 35 000 оцифрованих томів (обсяг даних: 103 терабайта).

## Тематичні напрями поповнення фондів
Як кожна велика німецька бібліотека Баварська державна бібліотека особливо інтенсивно збирає літературу за певними тематичними напрямами (Sondersammelgebiete). Розподіл тематичних напрямів серед бібліотек Німеччини відображає принципи німецького федералізму й компенсує відсутність в Німеччині єдиної універсальної бібліотеки.
Баварська державна бібліотека має такі тематичні напрями:
- Загальна історія,
- Доісторичні часи і рання історія,
- Візантія,
- Історія давнього світу,
- Середньо- і новолатинська філологія,
- Історія Німеччини, Австрії і Швейцарії,
- Історія Франції та Італії,
- Румунія,
- Румунська мова і література,
- Албанська мова і література,
- Східна, Середня та Південно-східна Європа (зокрема: Україна, Білорусь, Росія, Молдова, Польща, Чехія, Словаччина, Болгарія, Словенія, Хорватія, Боснія і Герцоговина, Сербія, Чорногорія, Північна Македонія, Албанія, Косово),
- Нова і новітня історія Греції,
- Грецька мова і література,
- Музикознавство,
- Книгознавство, бібліотечна справа, інформаційні технології.

За цими темами Баварська державна бібліотека має надзвичайно багату збірку як давньої, так і найсучаснішої літератури з усіх країн світу.

## Користування

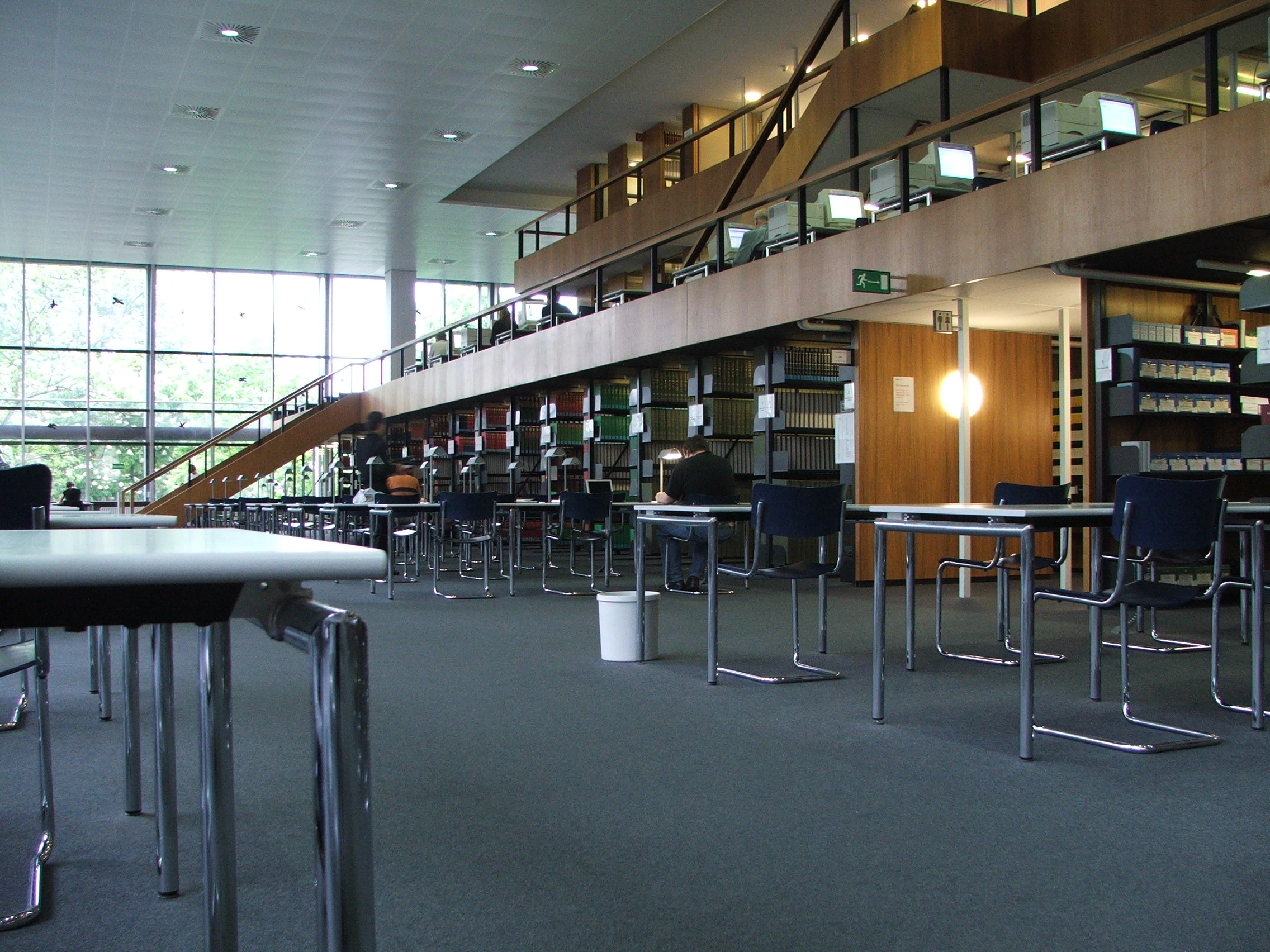
Читальний зал

Бібліотека надає вільний доступ до читальних залів усім зацікавленим особам. Запис читачів проводиться безкоштовно і дає право на користування послугами бібліотеки. Платними є лише спеціальні послуги, наприклад, попереднє замовлення книг або обслуговування по міжбібліотечному абонементу. Користування інтернетом в наукових цілях надається зареєстрованим відвідувачам безкоштовно.
Читальні зали Баварської державної бібліотеки щодня обслуговують близько 3000 відвідувачів. Загалом читальному залі, відкритому щодня з 8 до 24 годин, надані для вільного користування близько 130 000 томів, переважно довідкової літератури. У читальному залі періодичних видань читачам надається близько 18 000 актуальних номерів поточних журналів. Відділи рукописів та старовинних друкованих видань, карт і образотворчих видань, музичних видань, Східної Європи, Сходу та Азії обслуговують читачів у спеціалізованих читальних залах з вільним доступом до книжкових полиць. З сховищ щоденно надається для користування в загальному читальному залі близько 1500 томів.

## Фонд Східної Європи
Фонд Східної Європи Баварської державної бібліотеки належить до найбагатших фондів з цієї тематики у світі. Він нараховує близько 1 мільйон томів, понад 4000 поточних журналів, історичні та сучасні карти, газети, середньовічні й сучасні рукописи, велике зібрання мікрографічних архівних матеріалів, а також різноманітні електронні засоби інформації. Фонд охоплює літературу країн Центрально-Східної та Південно-Східної Європи, Балтики, Фінляндії, Східної Європи аж до Азії, Кавказу і середньоазійських країн. Фонд становить приблизно одну десяту частину від загальних фондів Баварської державної бібліотеки. Один тільки фонд друкованих видань збільшується приблизно на 20 000 томів на рік.
Кожен місяць з 1 по 10 число в читальному залі відділу Східної Європи організовується виставка нових книжкових надходжень. Читачі мають можливість щомісяця отримувати безкоштовні списки нових надходжень фонду Східної Європи (бл. 1500) через електронну пошту.

## Галерея з фондів бібліотеки

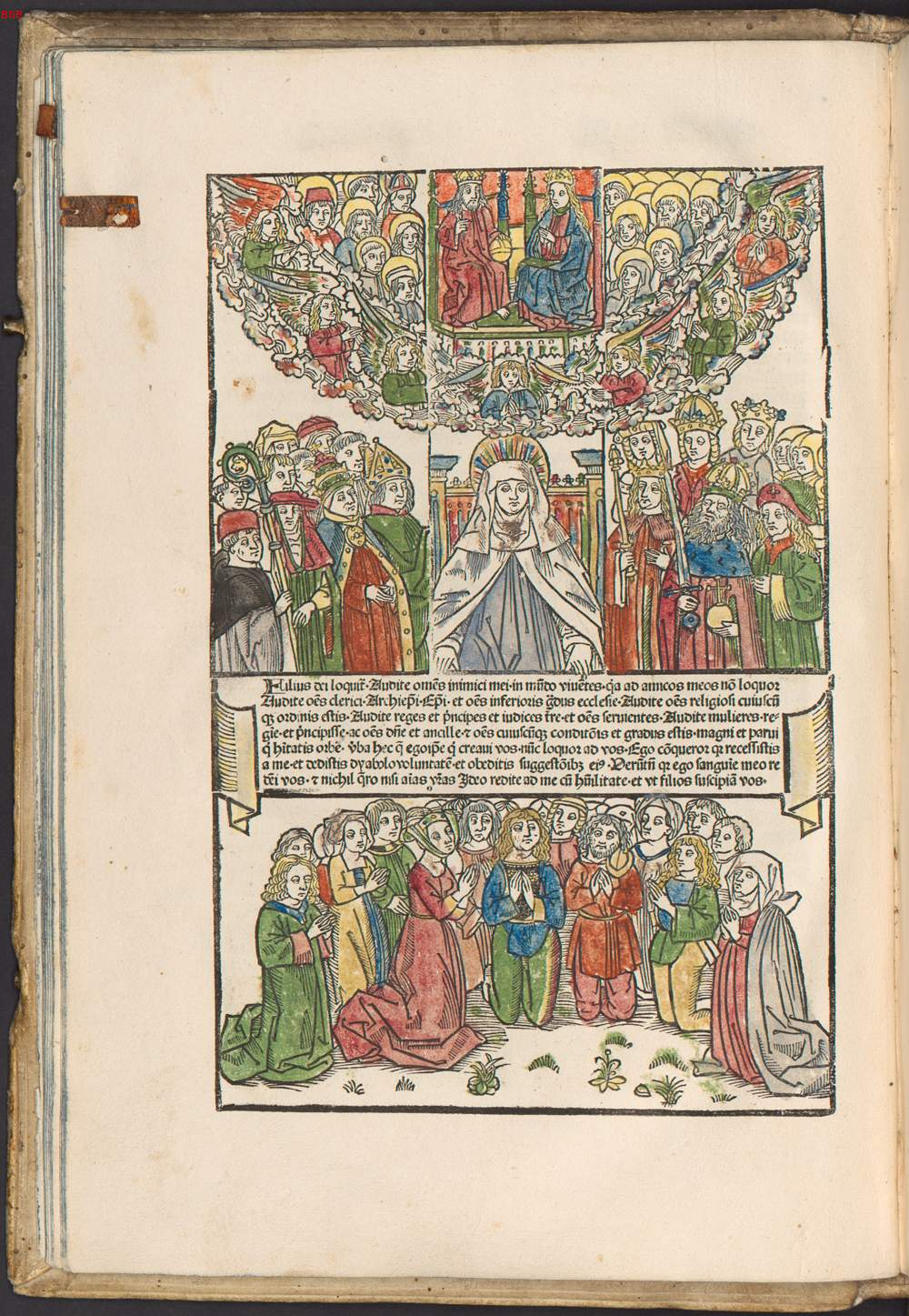
Свята Біргітта з кодексу Revelationes caelestes, Любек, 1492
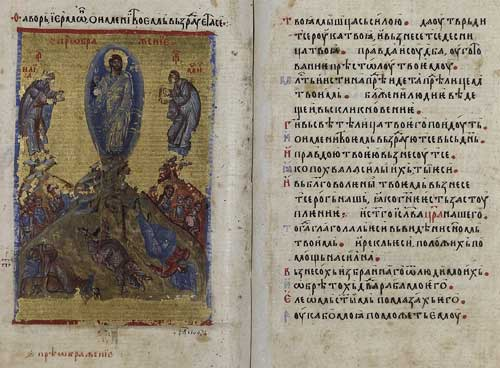
Мюнхенський псалтир, кінець 14 ст.
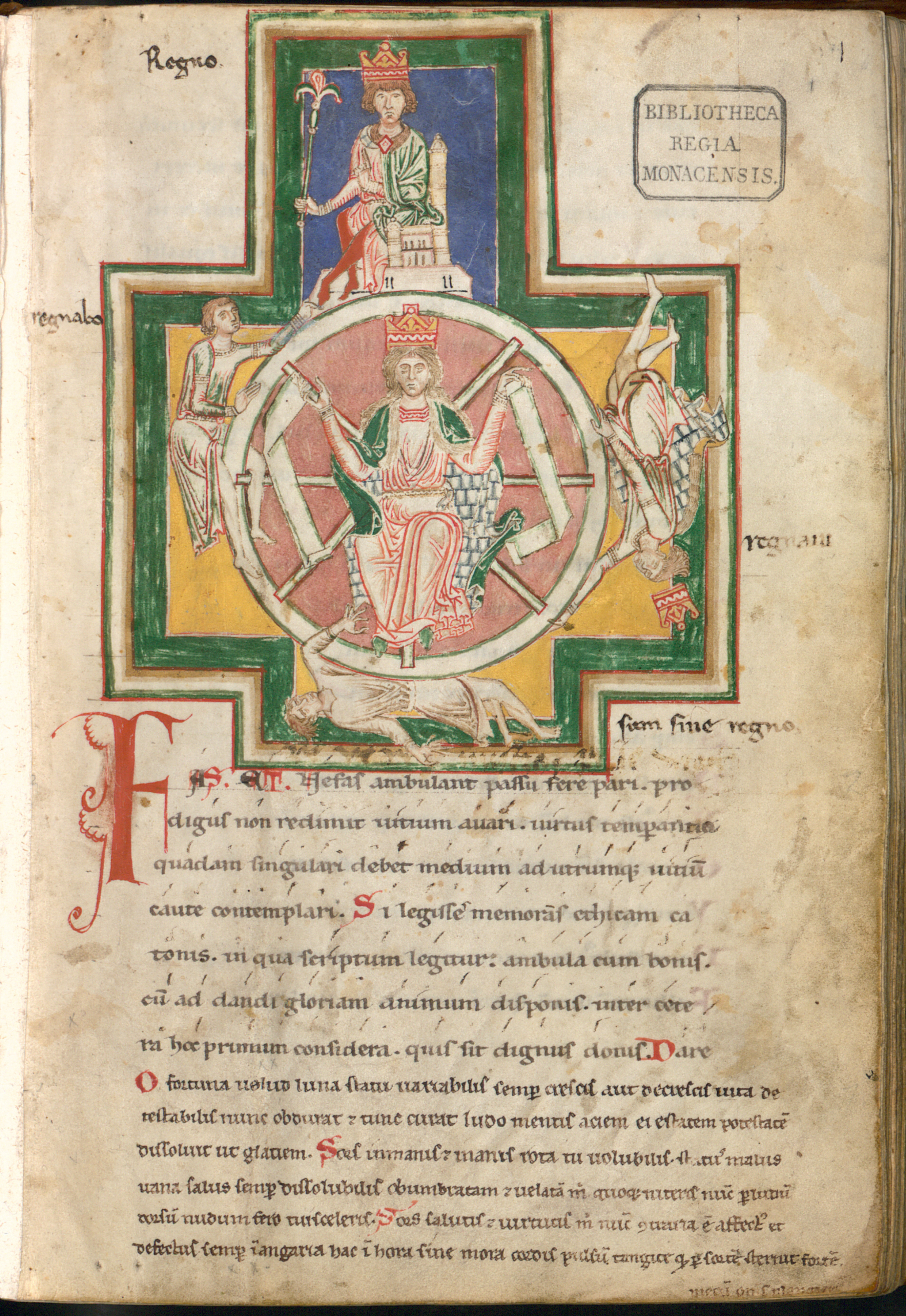
Карміна Бурана – колесо Фортуни, Німеччина, 13 ст.
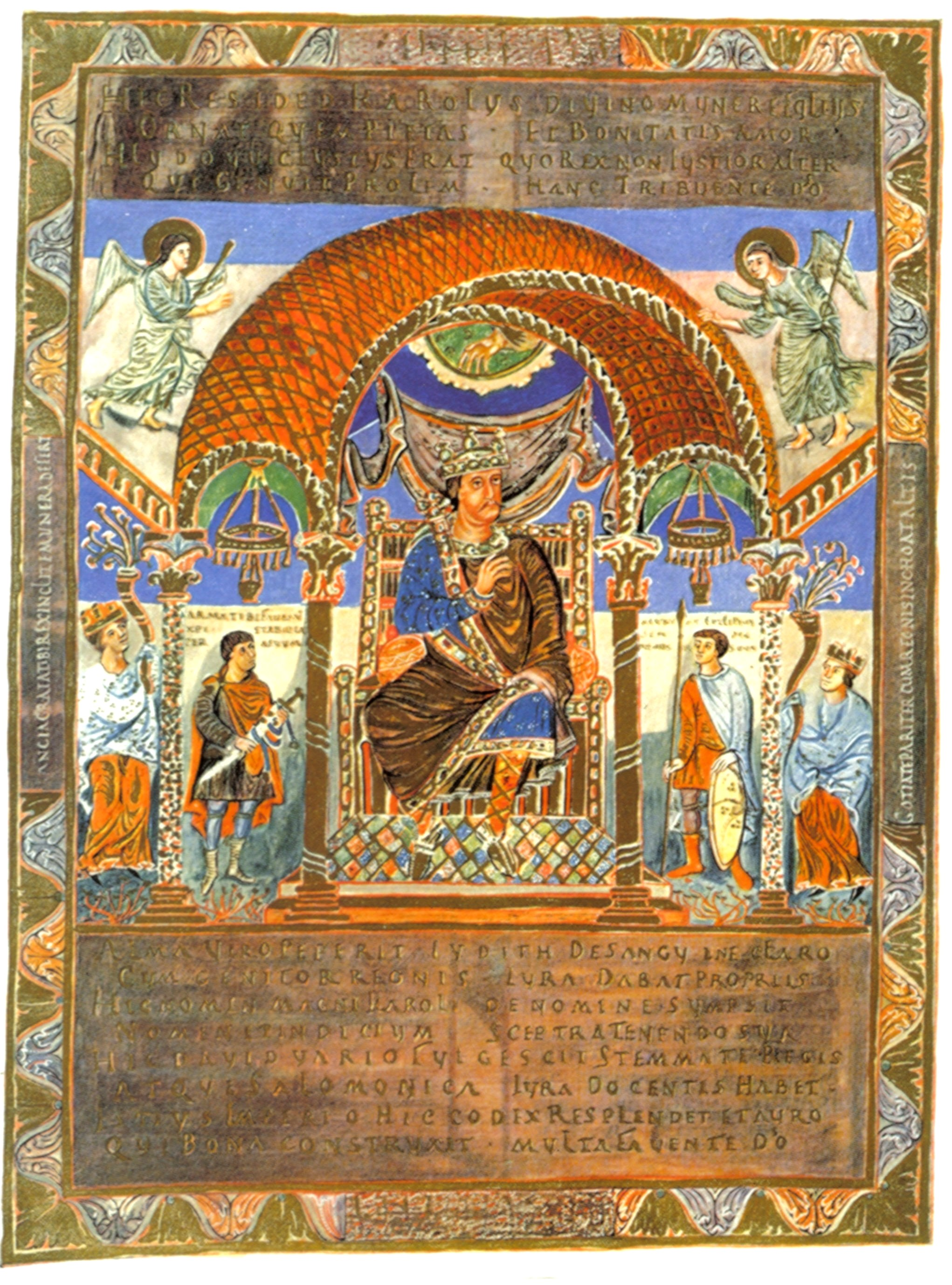
Карл II, Codex Aureus, Реймс, 870
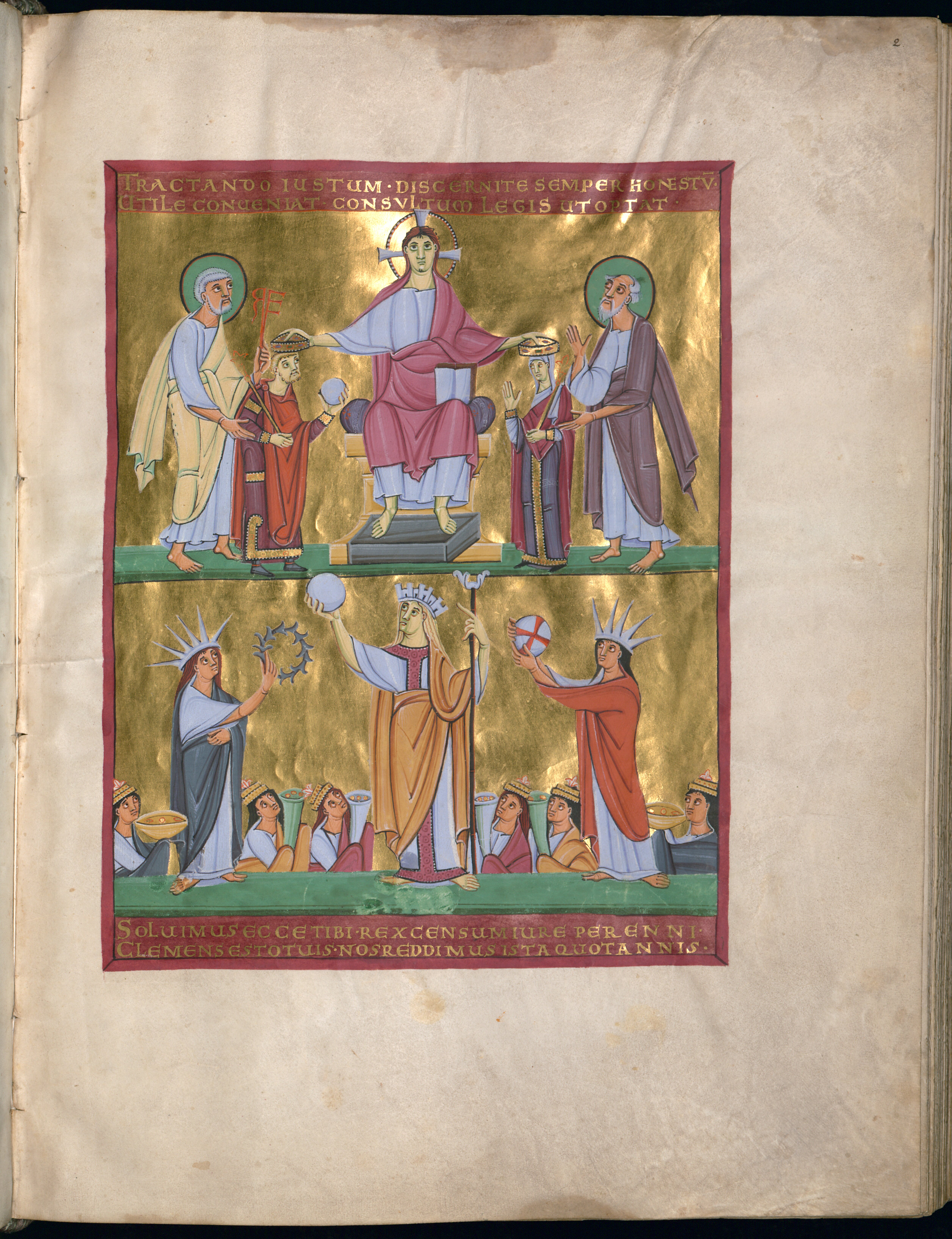
Генріх і Кунігунда, Перикопська книга, Райхенау, 1007-1012
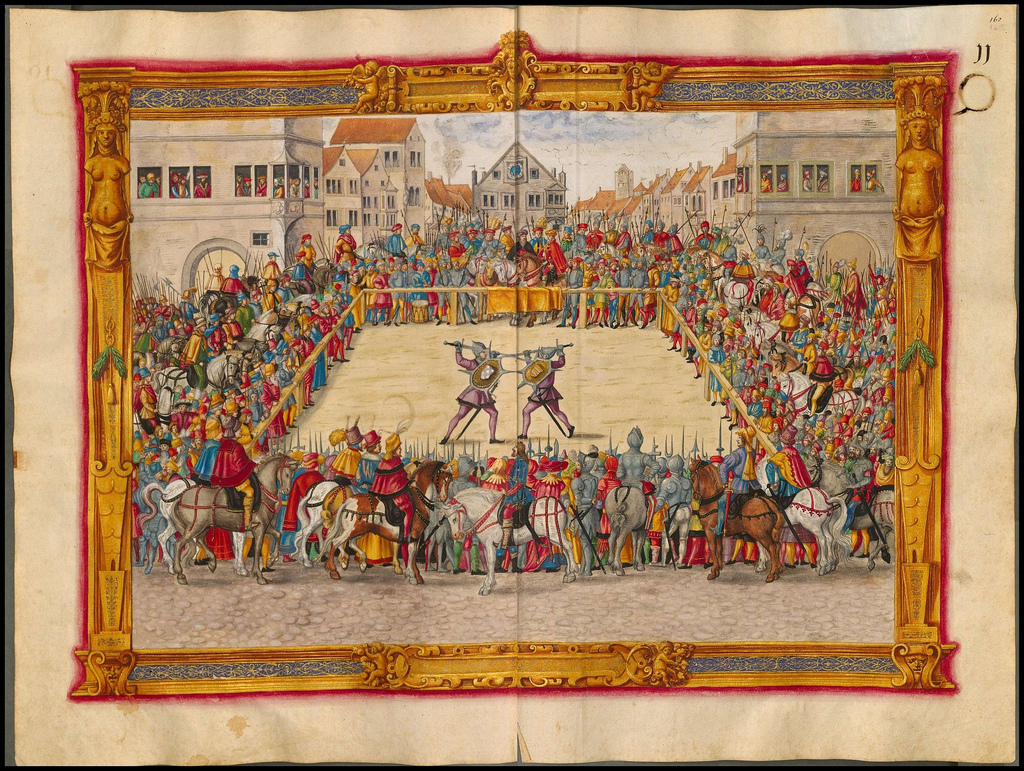
Пауль Гектор Маїр, De arte athletica, Аугсбург, 16 ст.
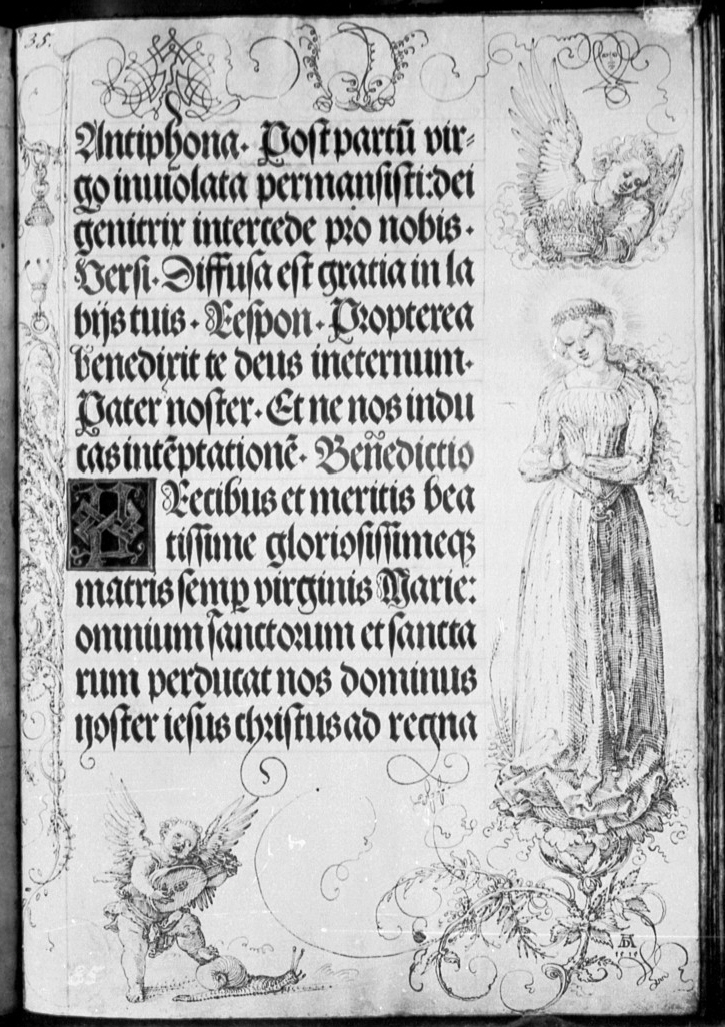
Молитовник Максиміліана, малюнки Дюрера, 16 ст.
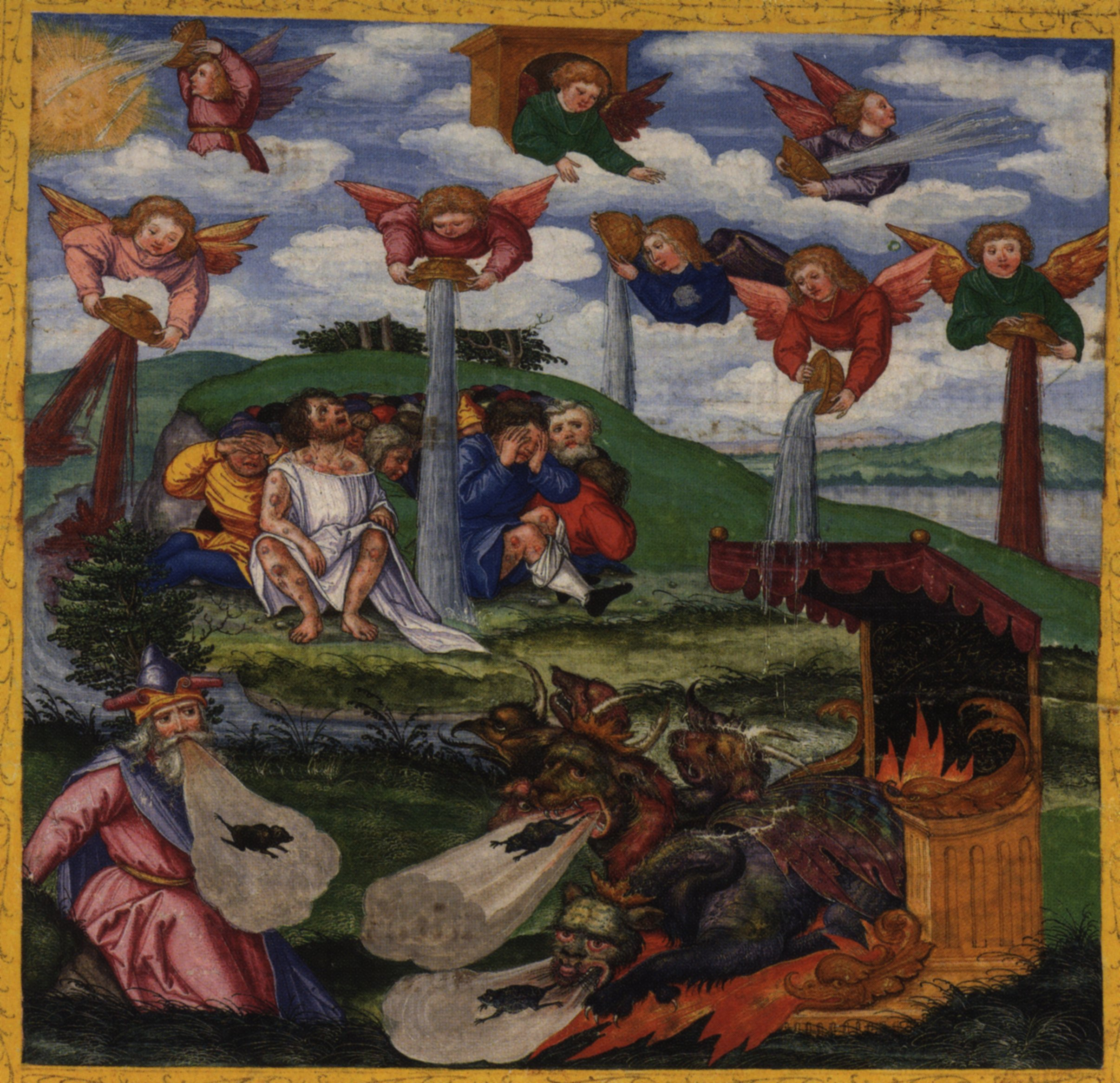
Оттгайнріхська біблія, 1530-1532